# City-Bahn

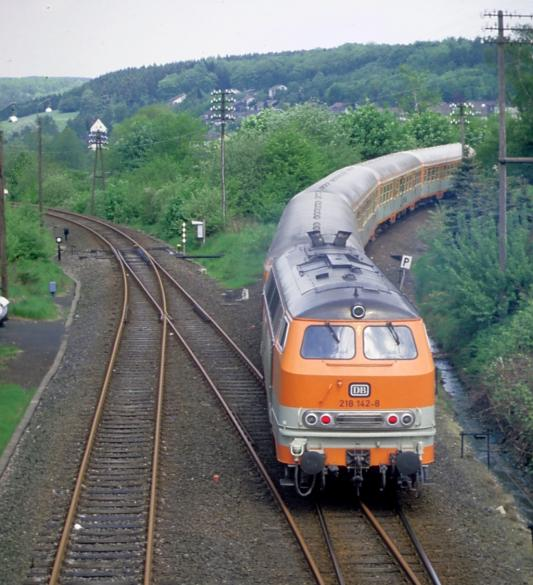
DB Class 218 використовуються як City-Bahn

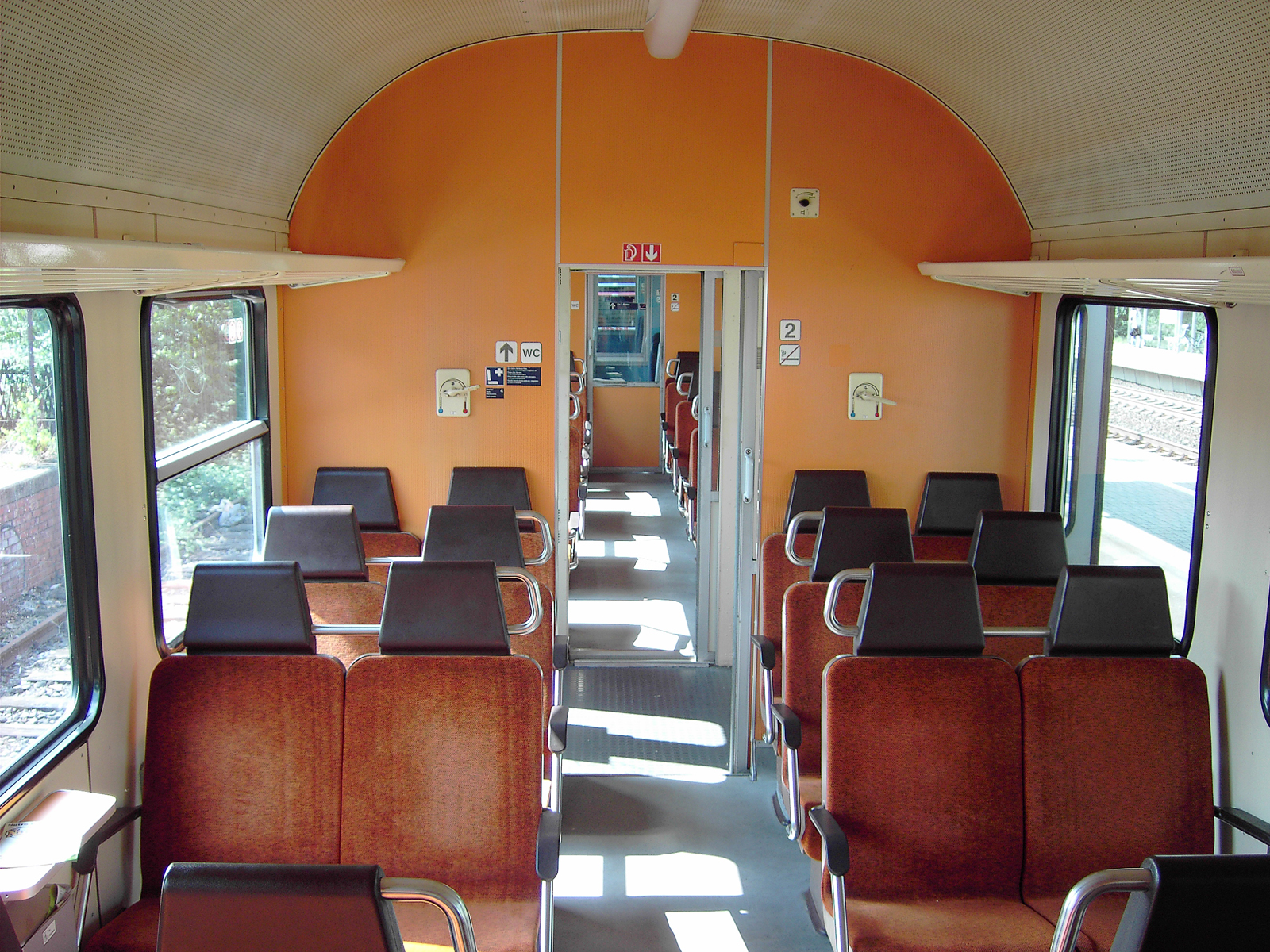
Converted interior of a City-Bahn coach with mixed seating

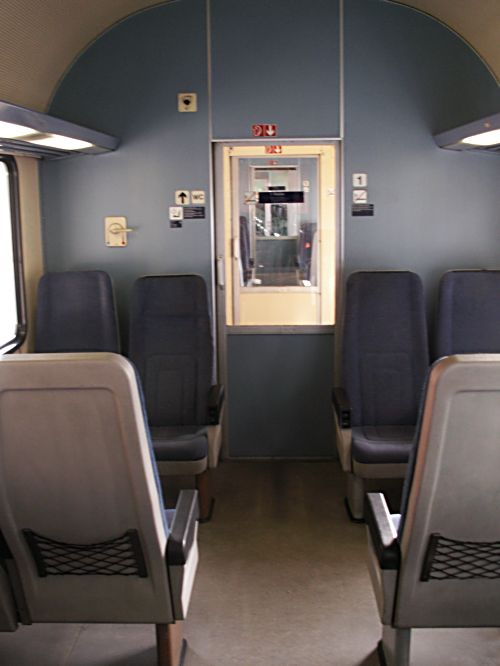
1st class compartment

City-Bahn (CB) - історична категорія німецьких поїздів, представлена Deutsche Bundesbahn (DB) у 1984 році для обслуговування місцевих маршрутів, з тим щоб зробити вторинні маршрути привабливішими. Старі вагони Silberling було модернізовано та запроваджено частіше обслуговування фіксованого інтервалу (Taktfhrplan). З часом було замінено написання на CityBahn. В 1995 році City-Bahn було перейменовано на Stadt-Express.

## Маршрути
Одним з маршрутів була лінія Кельн-Оферат-Гуммерсбах, яка була відкрита в 1984 році як Aggertaler на лінії Aggertalbahn, (KBS 459).
Другий маршрут City-Bahn - Niederelbebahn, де потяги прямували між Гамбургом і Штаде. Оскільки лінія електрифікована, були використані локомотиви DB Class E 41.
У тому ж році потяги City-Bahn також запроваджені в районі Ганновера, а з 1989 року - у Саарланд. Тим не менш, спеціально перероблені вагони Silberling не з'явилися тут до 1990 року.
У 1995 р. послуги City-Bahn були перейменовані на Stadt-Express, пізніше маршрути Regionalbahn та RegionalExpress замінили лінії City-Bahn як категорії залізничних потягів. У Ганновері Hanover S-Bahn частково замінив City-Bahn.